# Хобокен (Џорџија)
Хобокен (енгл. Hoboken) град је у америчкој савезној држави Џорџија. По попису становништва из 2010. у њему је живело 528 становника.

## Демографија
Према попису становништва из 2010. у граду је живело 528 становника, што је 65 (14,0%) становника више него 2000. године.
| Група             | 2000.       | 2010.       |
| Белци             | 407 (87,9%) | 505 (95,6%) |
| Афроамериканци    | 41 (8,9%)   | 18 (3,4%)   |
| Азијати           | 0 (0,0%)    | 0 (0,0%)    |
| Хиспаноамериканци | 5 (1,1%)    | 2 (0,4%)    |
| Укупно            | 463         | 528         |